# Carabus nemoralis
Carabus nemoralis là một loài bọ cánh cứng đất phổ biến ở Trung và Nam Âu. Nó cũng được du nhập và mở rộng phạm vi phân bố ở Bắc Mỹ.
Carabus nemoralis ăn những loài vật gây hại nông nghiệp như Deroceras reticulatum lúc con mồi ở giai đoạn trứng hoặc còn non.

## Hình ảnh

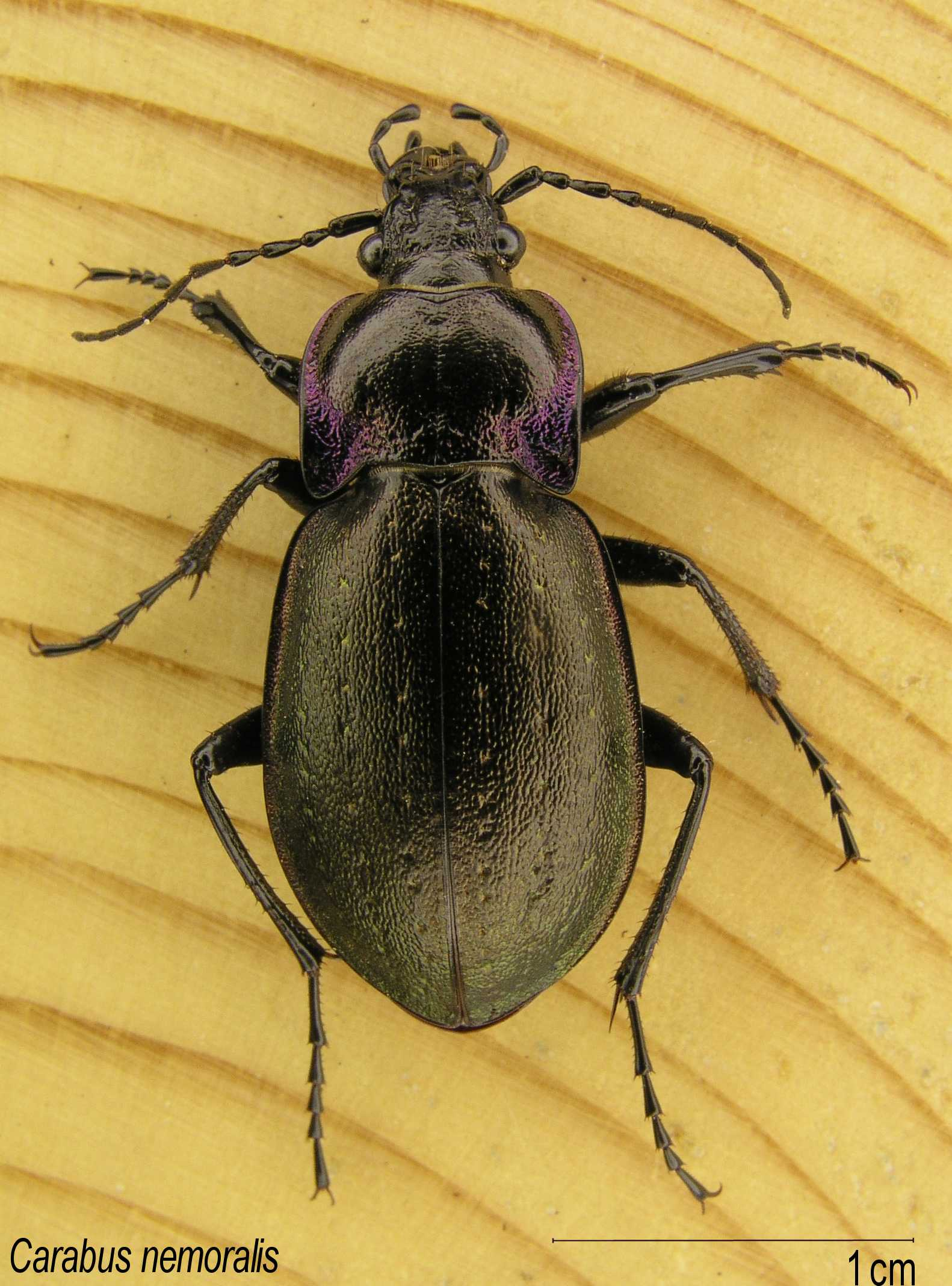
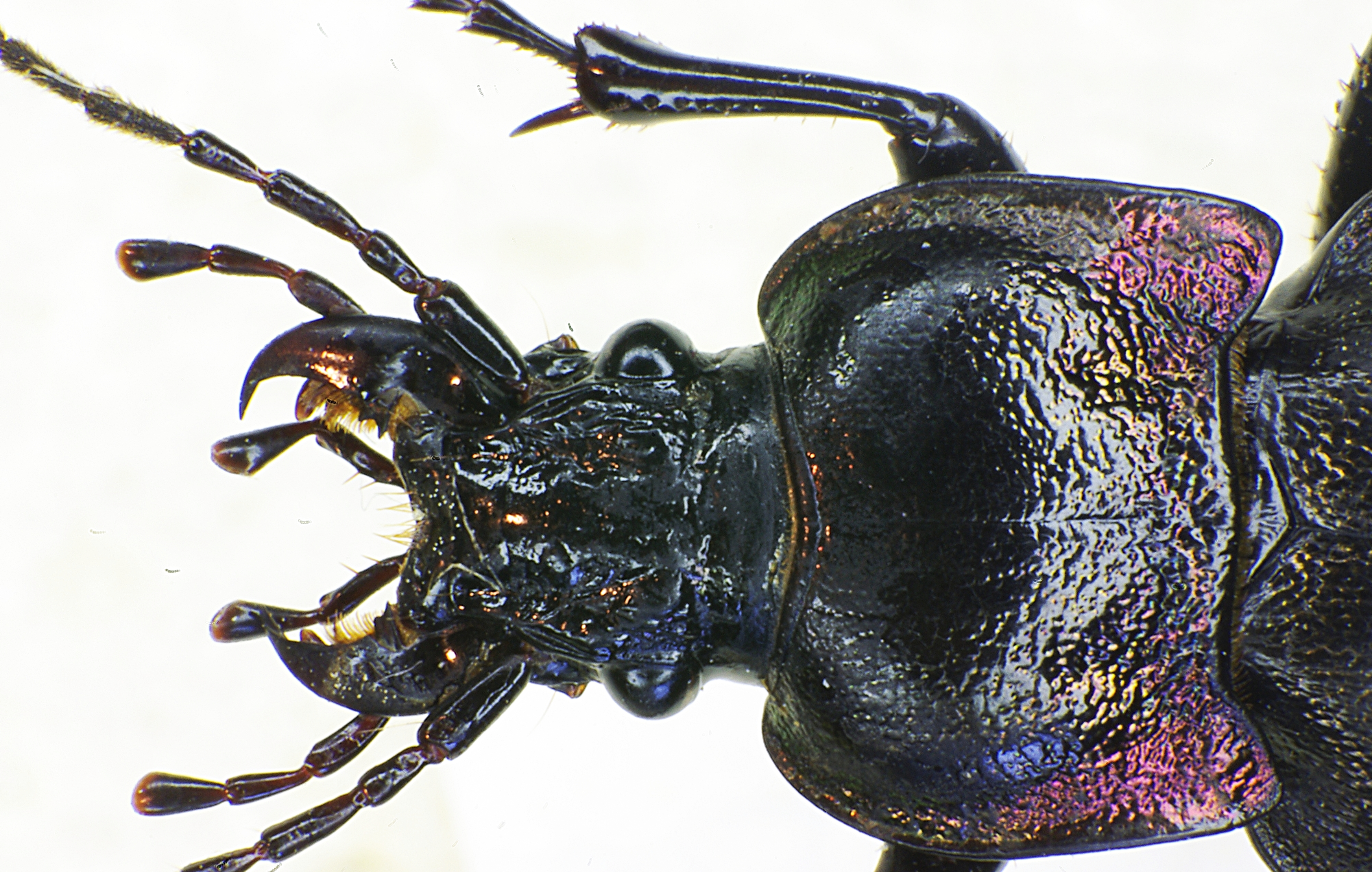
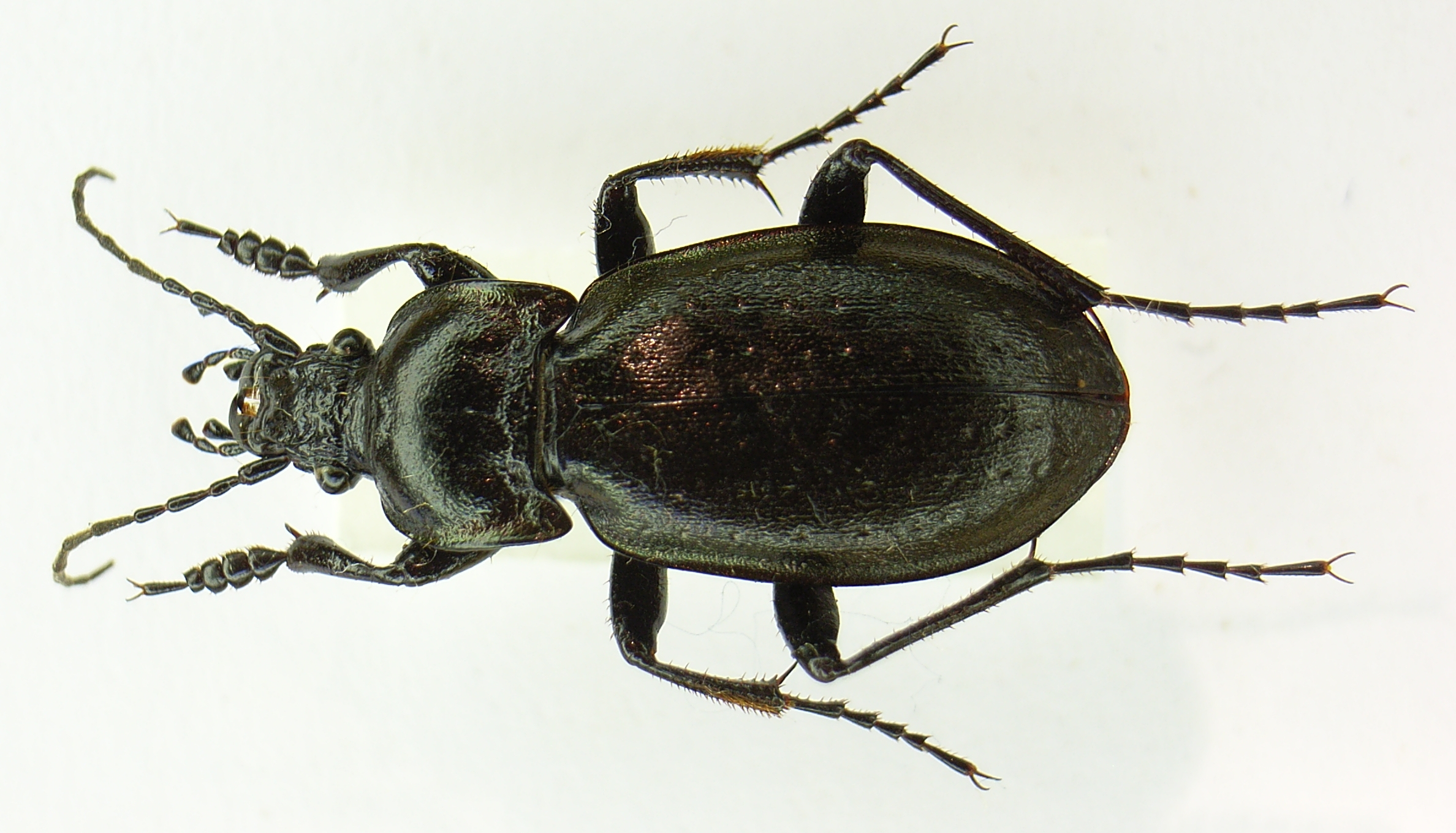
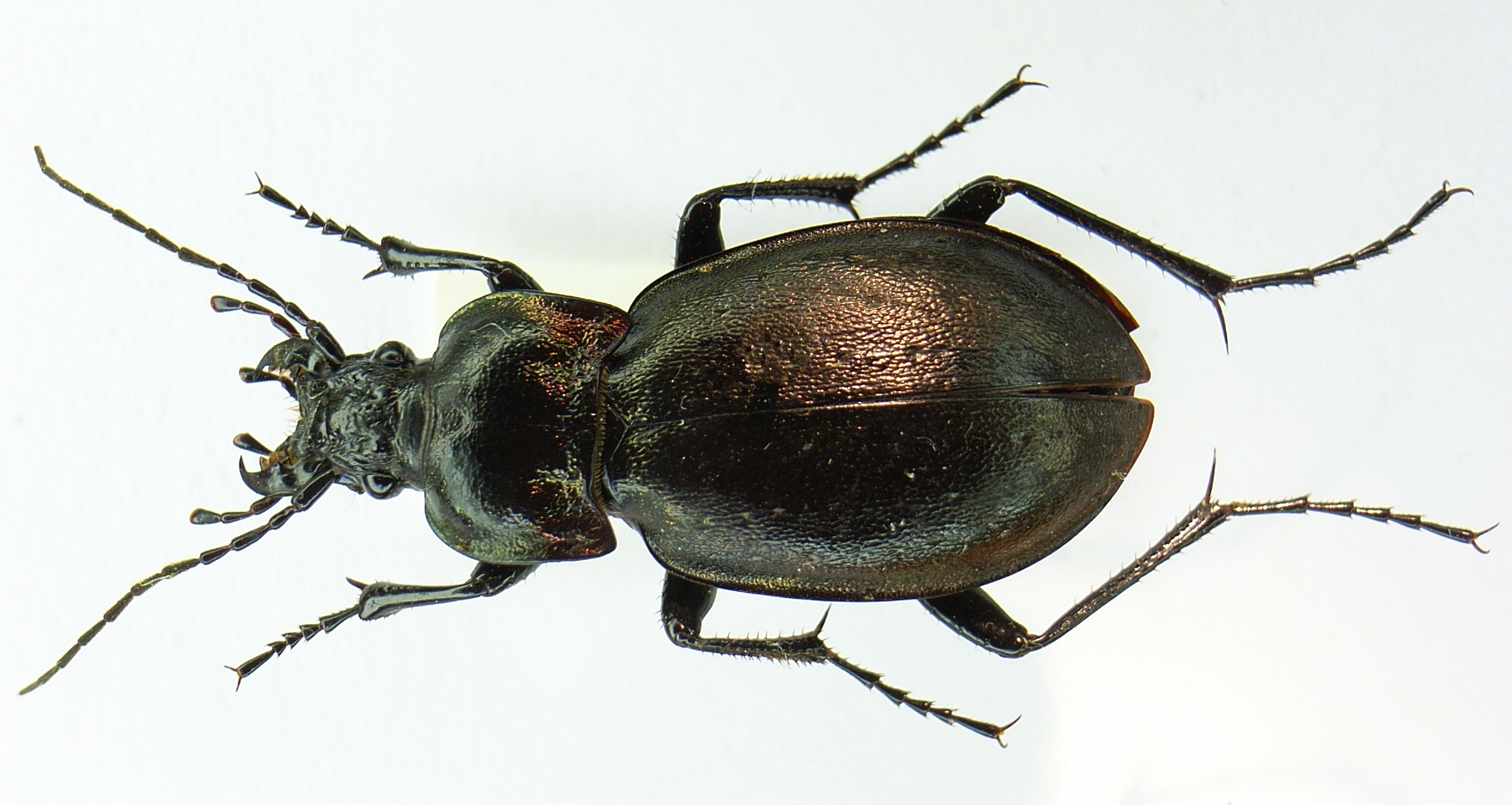
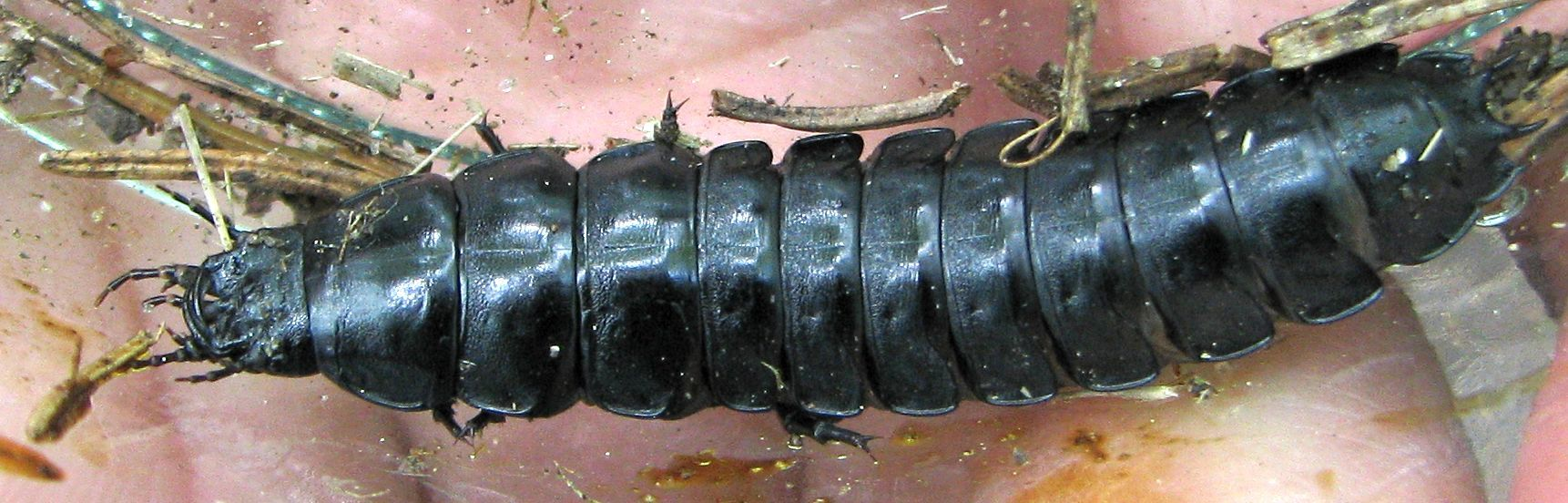
Larva